# Preobrajenka, Orihiv
Preobrajenka (în ucraineană Преображенка) este localitatea de reședință a comunei Preobrajenka din raionul Orihiv, regiunea Zaporijjea, Ucraina.

## Demografie
Componența lingvistică a localității Preobrajenka
     Ucraineană (93,18%)
     Rusă (6,55%)
     Alte limbi (0,13%)
Conform recensământului din 2001, majoritatea populației localității Preobrajenka era vorbitoare de ucraineană (93,18%), existând în minoritate și vorbitori de rusă (6,55%).